# Rotala mexicana
Rotala mexicana är en fackelblomsväxtart som beskrevs av Adelbert von Chamisso och Schlechtend.. Rotala mexicana ingår i släktet Rotala och familjen fackelblomsväxter. Inga underarter finns listade i Catalogue of Life.